# Чамартин (стадион)
«Чамартин» (исп. Estadio Chamartín) — бывший футбольный стадион, существовавший в столице Испании Мадриде в период с 1924 по 1946 годы, домашняя арена местного клуба «Реал» до переезда команды на «Сантьяго Бернабеу» в 1947 году.

## История арены
Стадион был торжественно открыт 17 мая 1924 года, его суммарная вместимость составляла 22 500 зрителей. Первая игра прошла на арене в тот же день: со счетом 3:2 хозяева обыграли английский «Ньюкасл Юнайтед».
Последний официальный матч в своей истории поле приняло 13 мая 1946 года, когда мадридцы победили «Алькояно» со счетом 2:0 во встрече Кубка Короля.
Три дня спустя «Реал» провел свою последнюю игру на этой арене, победив в рамках товарищеского матча «Малагу» (5:4).
На следующий день после этого стадион был снесен.